# Oryctochlus
Oryctochlus är ett släkte av tvåvingar. Oryctochlus ingår i familjen fjädermyggor.
Kladogram enligt Catalogue of Life:
| Oryctochlus | \| \| Oryctochlus mirificus \| \| \| \| \| \| Oryctochlus placidus \| \| \| \| |
|             | \| \| Oryctochlus mirificus \| \| \| \| \| \| Oryctochlus placidus \| \| \| \| |
|             | Oryctochlus mirificus                                                          |
|             |                                                                                |
|             | Oryctochlus placidus                                                           |
|             |                                                                                |